# Hombre de Gawis

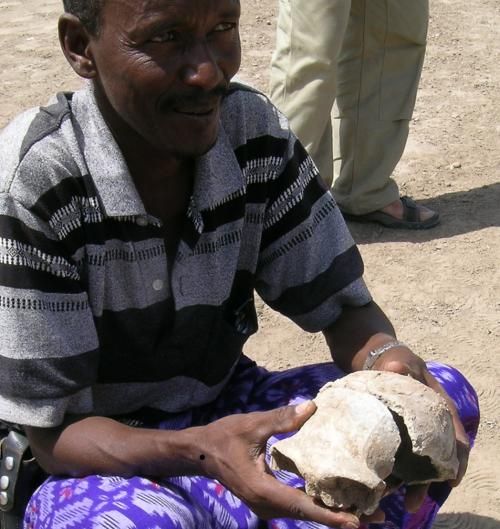
Asahmed Humet sostiene el cráneo de Gawis, poco después de su descubrimiento.

Hombre de Gawis se denomina al espécimen correspondiente al cráneo fósil de un homínido  descubierto el 16 de febrero de 2006 cerca del arroyo de Gawis, un tributario del río Awash en la depresión de Afar, Etiopía. Este cráneo puede tener entre 250 000 y 500 000 años y corresponde a una especie intermedia entre Homo erectus y Homo sapiens, tal vez Homo rhodesiensis. Los científicos lo consideran por ahora un fósil transicional que llena una brecha en las investigaciones sobre los orígenes evolutivos de la especie humana.

## Descubrimiento y significado
El cráneo fue descubierto por Asahmed Humet, un integrante del Proyecto Gona de Investigación Paleoantropológica. Fue encontrado en una pequeña zanja en el arroyo Gawis de Afar, 300 millas al noreste de Adís Abeba.
Se trata de un cráneo casi completo, del que se considera un ancestro humano del Pleistoceno medio. A pesar de las diferencias con los humanos actuales, su bóveda cerebral muestran evidencias anatómicas inequívocas de su pertenencia a la ascendencia humana. 
Una colección significativa de herramientas de piedra y numerosos fósiles de diferentes especies de animales, como cerdos, roedores diversos, cebras, elefantes, antílopes y felinos, también fueron encontrados en el sitio. 
El descubrimiento fue reportado por Sileshi Semaw, director del Proyecto Gona, del Instituto de la Edad de Piedra.  
Es de recordar que también en esta región, en el valle del Awash, en Hadar, el científico estadounidense Donald Johanson descubrió los fósiles de 3,2 millones de años de la Australopithecus afarensis, conocido como "Lucy", en 1974. También han sido descubiertas herramientas que datan de hace 2,6 millones de años y fósiles del Ardipithecus ramidus, datados en aproximadamente 4,5 millones de años antes del presente.